# Nguyễn Lê Ngọc Thảo
Nguyễn Lê Ngọc Thảo (sinh ngày 29 tháng 7 năm 2000) là một người mẫu người Việt Nam. Cô đạt danh hiệu Á hậu 2 Hoa hậu Việt Nam 2020 và là đại diện Việt Nam tại cuộc thi Hoa hậu Hòa bình Quốc tế 2020, lọt vào Top 20 chung cuộc.

## Tiểu sử
Nguyễn Lê Ngọc Thảo là một học sinh ưu tú khi 12 năm liền đạt thành tích khá giỏi, tích cực tham gia các hoạt động Đoàn thể. Năm 18 tuổi, cô theo học chuyên ngành Quản trị kinh doanh tại Trường Đại học Công Nghệ Thành phố Hồ Chí Minh. Những ngày đầu bước chân vào đại học, Ngọc Thảo đã tham gia làm mẫu ảnh và trình diễn trên sàn catwalk để cải thiện kỹ năng. Trước khi tham gia Hoa Hậu Việt Nam 2020, Ngọc Thảo chưa từng tham gia cuộc thi sắc đẹp nào. 
Cô có một em gái là Nguyễn Lê Trung Nguyên tham gia cuộc thi Hoa hậu Thế giới Việt Nam 2022 và dừng chân ở Top 45 thí sinh tham gia vòng chung khảo.

## Các cuộc thi sắc đẹp

### Hoa hậu Việt Nam 2020
Năm 20 tuổi, Ngọc Thảo đăng ký tham gia cuộc thi Hoa hậu Việt Nam 2020. Nhờ sự thể hiện sự tự tin, tài năng của mình đã đưa Ngọc Thảo trở thành Á hậu 2 của cuộc thi bên cạnh Hoa hậu Đỗ Thị Hà cùng Á hậu 1 Phạm Ngọc Phương Anh. Bên cạnh đó, cô còn lọt vào Top 5 Người đẹp Thời trang và xuất sắc giành được danh hiệu Người đẹp Biển.

### Hoa hậu Hòa bình Quốc tế 2020
Với tư cách là Á hậu 2, cô được trao quyền đại diện cho Việt Nam tại Hoa hậu Hòa bình Quốc tế 2020 và đã lọt vào top 20 chung cuộc.